# Ahmed Aly Elsayed
Ahmed Aly Elsayed (* 14. Dezember 1979 in Kairo, Ägypten) ist ein US-amerikanischer Snookerspieler, der sich als Amerikameister 2022 für die Saisons 2023/24 und 2024/25 der professionellen World Snooker Tour qualifizierte. Als sechsfacher Sieger der Snooker-Meisterschaft der Vereinigten Staaten ist er zudem US-amerikanischer Rekordmeister.

## Leben
Aly wurde laut eigenen Angaben in Kairo geboren und wuchs in Alexandria auf. Sein Vater war ein Offizier des ägyptischen Heeres. Über seinen älteren Bruder kam er mit 15 Jahren zunächst zum Poolbillard, ehe er von seinem Vater in einer Offiziersmesse ins Snooker eingeführt wurde. Schnell zeigte sich, dass er in dieser Billardvariante talentiert war. Mit 18 Jahren gewann er die ägyptische U21-Meisterschaft und nahm später für sein Geburtsland auch an internationalen Turnieren teil. Parallel absolvierte er ein Hochschulstudium im Bauingenieurwesen. Mit Anfang 20 reiste er ursprünglich für einen Urlaub in die Vereinigten Staaten, um an ein paar Poolbillardturnieren teilzunehmen. Am Ende wurde er in den USA aber sesshaft und verdiente fortan mit seinen Billardkenntnissen seinen Lebensunterhalt: Im New York Athletic Club wurde er Billard Room Manager, eine Funktion, in der er beispielsweise den Clubmitgliedern Ratschläge zur Verbesserung ihrer Billardfähigkeiten gibt.
2009 konnte Aly bei seiner ersten nachweisbaren Teilnahme direkt die Snooker-Meisterschaft der Vereinigten Staaten gewinnen; 2010 und 2011 verteidigte er seinen Titel. Zwar folgten in den USA in den nächsten drei Jahren frühe Niederlagen und anschließend drei Finalniederlagen, parallel nahm er aber an einigen internationalen Turnieren teil. Während er bei den Amateurweltmeisterschaften nur wenig Erfolg hatte, spielte er auch unter Bezugnahme auf seine ägyptischen Wurzeln mehrfach und etwas erfolgreicher bei afrikanischen Meisterschaften mit. Ein großer internationaler Erfolg gelang ihm aber nicht. 2018 gewann er seinen vierten und 2019 seinen fünften Meistertitel. Im selben Jahr zog er ins Viertelfinale der Amerikameisterschaft und in die Runde der letzten 64 der Amateurweltmeisterschaft ein. Parallel versuchte er erstmals, sich über die Q School für die professionelle World Snooker Tour zu qualifizieren, konnte aber weder 2018 noch 2019 auch nur ein einziges Spiel gewinnen.
Ab dem Spätsommer 2018 trat Aly ferner in einer Nebenrolle im Broadway-Theaterstück The Nap von Richard Bean auf. Das Stück handelt von einem aufstrebenden Snookerspieler. In der Inszenierung am Samuel J. Friedman Theatre spielte Aly einen anderen Spieler, der zweimal gegen die Hauptrolle (gespielt von Ben Schnetzer) antritt.
2021 konnte Aly seinen sechsten US-Meistertitel gewinnen und überholte damit Tom Kollins als Rekordmeister. Weitere Erfolge feierte er bei den Amerikameisterschaften; er erreichte im Hauptturnier das Halbfinale und konnte die Erstausgabe der Ü40-Amerikameisterschaft gewinnen. Deshalb durfte er Anfang 2022 an der World Seniors Championship im Crucible Theatre in Sheffield teilnehmen, verlor dort aber sein Auftaktspiel. Im selben Jahr wurde er auch für den Snooker-Wettbewerb der in den USA ausgetragenen World Games 2022 nominiert, schied dort aber ebenfalls direkt zu Beginn aus. Wenngleich er bei der US-Meisterschaft 2022 bereits im Achtelfinale verlor, gelang ihm schließlich Ende 2022 bei den Amerikameisterschaften der Durchbruch: Zwar verlor er im Endspiel der Ü40-Meisterschaft gegen Vito Puopolo, doch dann konnte er das Hauptturnier für sich entscheiden. Als Amerikameister qualifizierte er sich für die Saisons 2023/24 und 2024/25 der professionellen World Snooker Tour. Als Vorbereitung auf seine Profizeit arbeitete er unter anderem mit Cliff Thorburn und Chris Henry zusammen.
Trotzdem konnte er in der Profitour nicht mithalten. Seine ersten drei Matches verlor er zu Null, auch danach gewann er nur einzelne Frames. Nur bei den Wuhan Open und dem German Masters fielen im ersten Jahr die Niederlagen mit jeweils 3:5 nicht so hoch aus. Knapp war nur das Ein-Frame-Match bei Snooker Shoot-Out, das er mit 47:50 Punkten gegen Noppon Saengkham verlor. Im zweiten Jahr war immerhin das 5:6 gegen Xu Si bei der International Championship ein Achtungserfolg. Es gab aber auch wieder viele Zu-Null-Niederlagen und ohne Matchgewinn blieb er bis zum Schluss am Ende der Weltrangliste. Und damit endete seine Zeit auf der World Snooker Tour wieder.
Aly gehört dem Vorstand der United States Snooker Association an. Er ist verheiratet und Vater eines Sohnes. Seine Frau lernte er während seiner Auftritte am Broadway kennen.

## Erfolge
| Ausgang         | Jahr | Turnier                                       | Finalgegner      | Ergebnis |
| --------------- | ---- | --------------------------------------------- | ---------------- | -------- |
| Amateurturniere |      |                                               |                  |          |
| Sieger          | 2009 | Snooker-Meisterschaft der Vereinigten Staaten | Ajeya Prabhakar  | 5:4      |
| Sieger          | 2010 | Snooker-Meisterschaft der Vereinigten Staaten | Yi Fei Mei       | 5:4      |
| Sieger          | 2011 | Snooker-Meisterschaft der Vereinigten Staaten | Ajeya Prabhakar  | 5:3      |
| Zweiter         | 2015 | Snooker-Meisterschaft der Vereinigten Staaten | Sargon Isaac     | 3:5      |
| Zweiter         | 2016 | Snooker-Meisterschaft der Vereinigten Staaten | Sargon Isaac     | 1:5      |
| Zweiter         | 2017 | Snooker-Meisterschaft der Vereinigten Staaten | Raymond Fung     | 4:5      |
| Sieger          | 2018 | Snooker-Meisterschaft der Vereinigten Staaten | Raymond Fung     | 5:2      |
| Sieger          | 2019 | Snooker-Meisterschaft der Vereinigten Staaten | Cheang Ciing Yoo | 5:3      |
| Sieger          | 2021 | Snooker-Meisterschaft der Vereinigten Staaten | Ajeya Prabhakar  | 5:0      |
| Sieger          | 2021 | PABSA-Senioren-Snooker-Amerikameisterschaft   | Levi Meiller     | 4:1      |
| Zweiter         | 2022 | PABSA-Senioren-Snooker-Amerikameisterschaft   | Vito Puopolo     | 0:3      |
| Sieger          | 2022 | PABSA-Snooker-Amerikameisterschaft            | Amar Sadeg       | 5:1      |